# Parafia św. Zygmunta w Szydłowcu

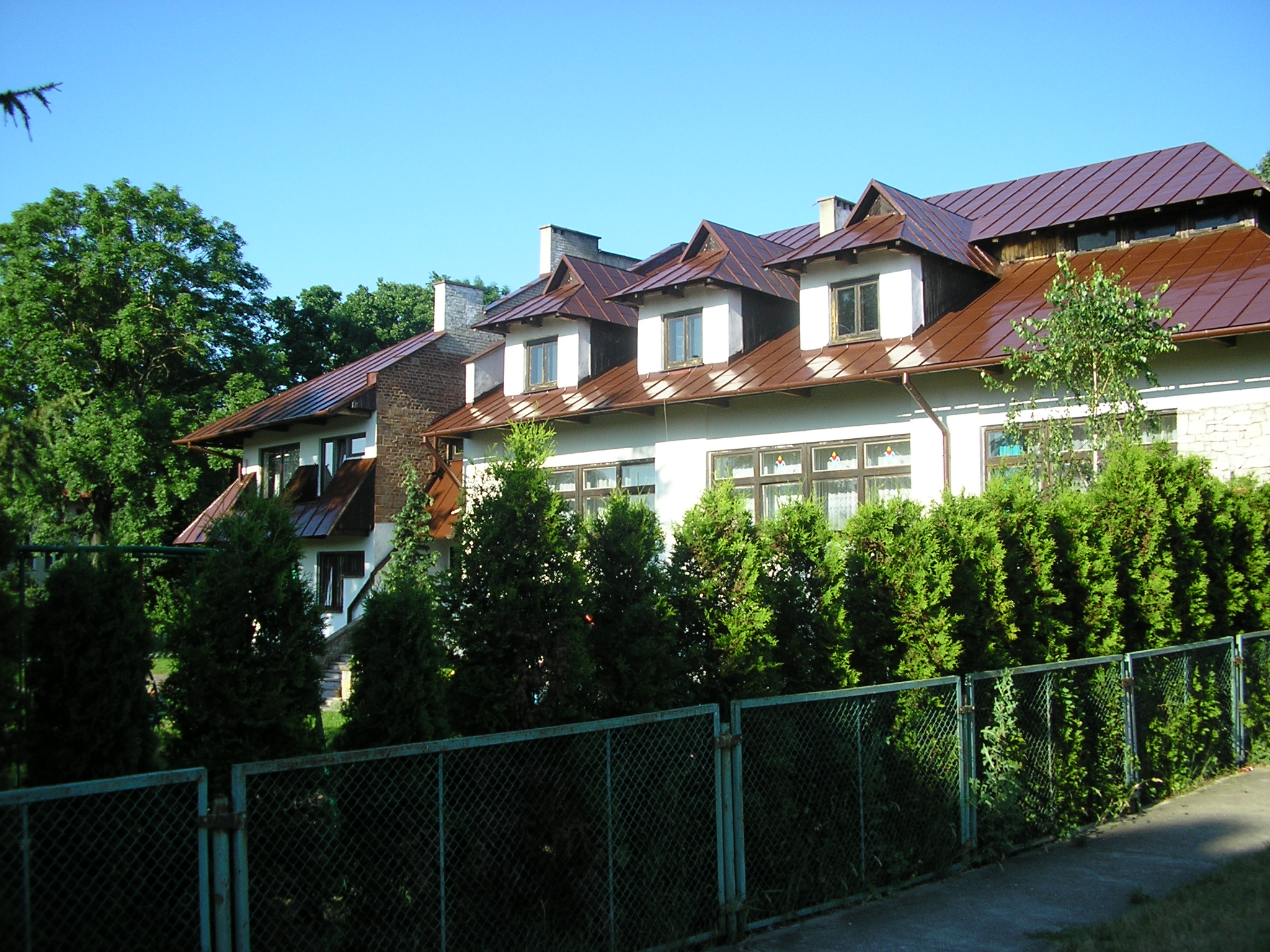
Dom katechetyczny oraz zakonny

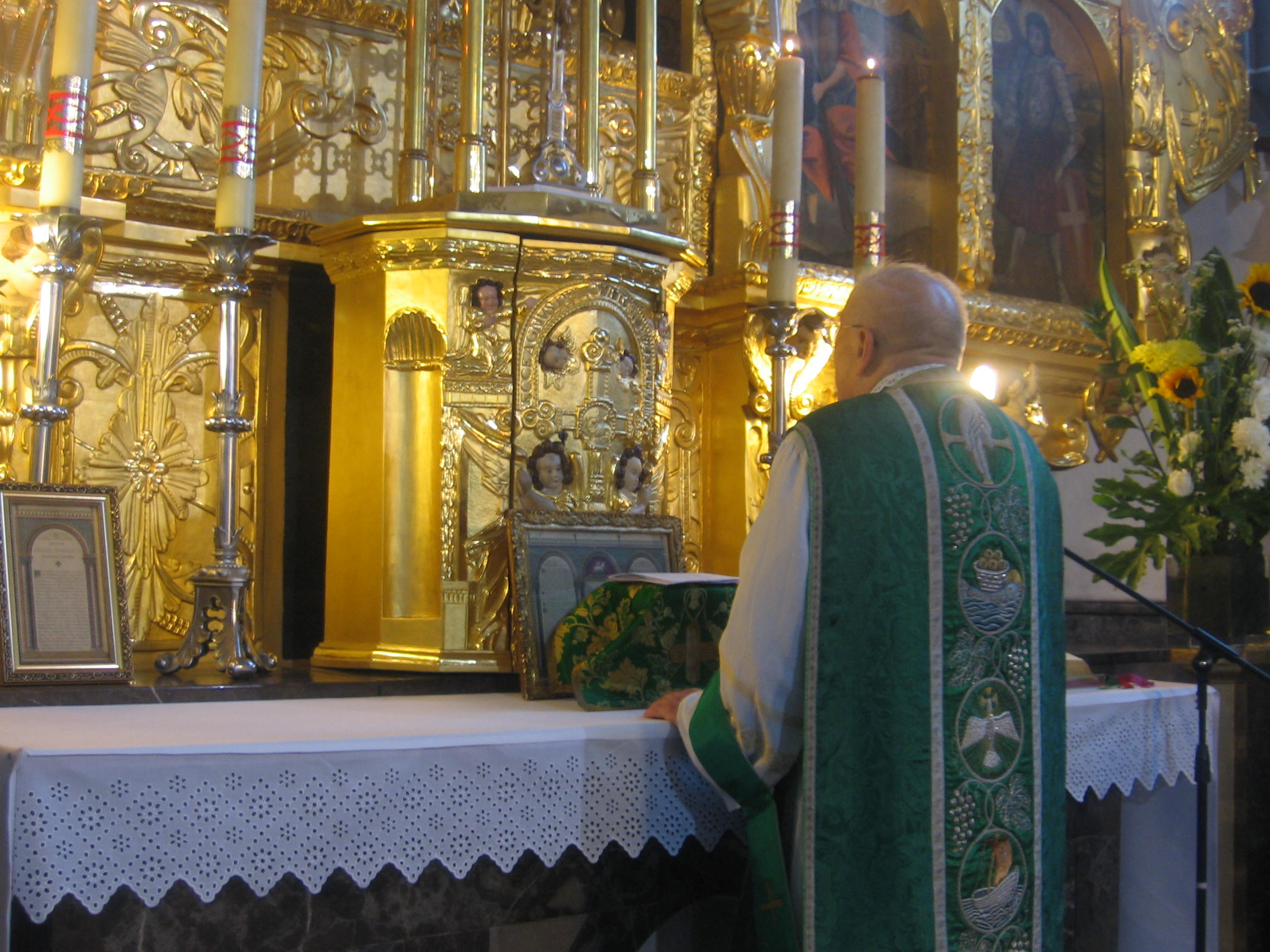
Msza trydencka w kościele farnym w Szydłowcu odprawiona 20 lipca 2008 roku

Parafia pw. Świętego Zygmunta Króla w Szydłowcu – rzymskokatolicka parafia skupiająca poza miastem także kilka okolicznych miejscowości. Siedziba dekanatu szydłowieckiego, należącego do diecezji radomskiej w metropolii częstochowskiej.

## Historia
Parafię w Szydłowcu erygował 1 stycznia 1401 roku bp Piotr Wysz na prośbę Jakuba i Sławka Szydłowieckich. W tym samym roku fundatorzy rozpoczęli budowę drewnianego kościoła.
Szydłowiecka parafia sięga początkami schyłku XIV w., kiedy równocześnie z zasadzeniem miasta wzniesiono kościół. Prawdopodobnie została wydzielona z parafii Chlewiska. Znalazła się ona wtedy w diecezji krakowskiej, archidiakonacie radomskim.
Jakub i Sławko uposażyli kościół parafialny czterema łanami roli, sadzawką rybną, łąką, lasem z barciami, dwiema karczmami oraz dziesięcinami. Drewniany kościół stanął na zapleczu południowego bloku rynku, na którym znajdowały się wspomniane karczmy.
Drewniany kościół w latach 1493–1509 przebudowano na murowaną farę, fundatorem przebudowy był podskarbi Jakub Szydłowiecki.
Liturgię w miejscowym kościele sprawowało od 1512 sześciu mansjonarzy, którzy podlegali prepozytowi (proboszczowi): jeden z mansjonarzy był rektorem szkoły parafialnej. Mansjonarię ufundował Krzysztof Szydłowiecki, a w 20. XVI w. fundację wznowił jego brat Mikołaj. W 1527, kolejny fundator założył przykościelną szkołę elementarną, a w 1529 wybudował w mieście drugi kościół pw. św. Ducha.
Mikołaj Radziwiłł „Czarny”, który w 1555 przyjął kalwinizm, zamknął 10 marca 1564 kościół farny, uniemożliwiając odprawianie nabożeństw. Nie zamienił jednak kościoła na zbór. W Szydłowcu istniała w tym czasie gmina protestancka, o czym świadczy obecność duchownych stwierdzona w 1563. Jednak protestantyzm nie natrafił na podatny grunt wśród szydłowieckich parafian. Proboszczem rzymskokatolickiej parafii był wówczas K. Zaborowski. W tym czasie miasto posiadało jeszcze jeden kościół – szpitalny oraz kaplicę św. Mikołaja na zamku. Kościół otworzył syn Mikołaja „Czarnego”, Mikołaj Krzysztof Radziwiłł „Sierotka”.
Przy parafii istniały bractwa Świętej Anny i szkaplerza Najświętszej Maryi Panny (wzmiankowane w 1626 i 1638) oraz Arcybractwo Różańcowe (1628), kładące nacisk na modlitwę osobistą i wspólnotową, życie sakramentalne oraz uczynki miłosierdzia.
W XVII w. parafia posiadała znaczny majątek w postaci pól uprawnych, łąk (ponad 1400 morgów), młyna, browaru, kilku domów oraz nadań właścicieli miasta, dziesięcin i licznych zapisów majątkowych miejscowej ludności. W 1699 własnością parafii była kamienica Wadowska przy ulicy Piwnej w Warszawie. Znaczne dochody parafii pozwoliły na uzyskanie w 1479 przez ks. Andrzeja z Szydłowca stanowiska prepozyta kapituły kolegiackiej w Opatowe. Tytuł przysługiwał kolejnym plebanom, którzy z czasem podpisywali się jako prepozyci szydłowieccy, pomimo że nie funkcjonowała tu kapituła (m.in. w 1530 ks. Krzysztof Zaborowski). Gospodarcza pozycja parafii została potwierdzona, kiedy to w 1570 tutejszy proboszcz, ks. Mikołaj Dembski został mianowany gubernatorem dóbr iłżeckich, należących do diecezji krakowskiej. Funkcję tę sprawowali kolejni plebani szydłowieccy do sekularyzacji klucza dóbr w 1795.
Od 2. połowy XVII w. do miasta licznie przybywali Żydzi, którzy w 1711 wybudowali synagogę. W 1709 władze miejskie nakazały zamknąć przykościelną szkołę elementarną. W 1781 rozpoczęto przebudowę kościoła szpitalnego, która niestety nie została zakończona a świątynia popadała w ruinę, aż w 1875 spaliła się wraz z dużą częścią miasta (w tym dzwonnica farna). Kościoła z braku funduszy nie odbudowano a na jego miejscu ustawiono kamienny krzyż.
W 1801–1819 założono cmentarz parafialny 500 metrów od fary. W 1818 parafia szydłowiecka znalazła się w diecezji sandomierskiej.
W okresie międzywojennym, pod wpływem ruchu eucharystycznego związanego z „Synodem Radomskim”, parafia rozwinęła działalność ewangelizacji poprzez dobroczynność i organizację życia kulturalnego. Probostwo objął ks. kan. Stanisław Piekarski, jeden z inicjatorów synodu. Za jego czasów zaktywizowano parafię, wybudowano Dom Parafialny, w którym znalazły swoje miejsce jadłodajnia dla ubogich i bezrobotnych. Pod auspicjami parafii w 1934 powstał Instytut Kultury Katolickiej, złożony z biblioteki, kina i impresariatu, współpracujący z Towarzystwem Czytelni Ludowych w prowadzeniu kursów dokształcających dla analfabetów. Parafia patronowała promocji sportu i turystyki, będąc formalnie członkinią zarządu miejscowego koła Towarzystwa Gimnastycznego „Sokół”.
W 1947 do parafii należały miejscowości: Barak, Ciechostowice, Długosz, Huta (Hucisko), Łazy, Majdów, Marywil, Rybianka, Sadek, Świerczek, Szydłowiec, Szydłówek, Wola Korzeniowa, Zielonka i Wymysłów. W 1957 z parafii szydłowieckiej wydzielono nową parafię w Majdowie, w 80. XX w. zaś w Szydłówku (1982) i Sadku (1989).
Wraz ze zmianą podziału administracyjnego Kościoła w 1992, tutejszy proboszcz utracił funkcję prepozyta kapituły, która znalazła się wtedy w zmniejszonej terytorialnie diecezji sandomierskiej, zaś sama parafia – w radomskiej. Kwestia prawna tytułu prepozyta szydłowieckiego nie została uregulowana. Przysługiwał on dozgonnie ówczesnemu proboszczowi ks. kan. Józefowi Słabemu. Jednak tak on sam, jak i jego następcy nie używali go.

## Zasięg parafii
Do parafii należą wierni z Szydłowca (bez os. Wschód i ul. Sosnowej, będących w zasięgu parafii Narodzenia Najświętszej Maryi Panny w Szydłówku) oraz następujących miejscowości: Barak, Długosz, Hucisko, Marywil, Rybianka, Świerczek i Wola Korzeniowa.

## Stan parafii
Jedyną świątynią parafii jest kościół św. Zygmunta. Przy parafii działają siostry Michalitki, które posiadają własną kaplicę w domu katechetycznym przy ul. Kamiennej. Prowadzą przedszkole rzymskokatolickie, świetlicę opiekuńczo-zajęciową dla dzieci „Nazaret” oraz nauczają religii w szkołach. Parafia jest też członkinią wspierającą Fundacji „Strefa JP2”, prowadzącej szeroką działalność kulturalno-oświatową w duchu katolickim.
Parafia, obok gm. Szydłowiec, jest wraz z parafią Narodzenia NMP w Szydłówku wyznaniowym współadministratorem Cmentarza Komunalnego w Szydłowcu.

## Grupy parafialne
LSO, Oaza, KSM, KIK, KŻR, Franciszkański Zakon Świeckich, Akcja Katolicka, grupa modlitewna św. Michała Archanioła, grupa AA „Sami Swoi”.

## Proboszczowie
| - 1479: ks. Andrzej z Szydłowca ... - 1530–1564: ks. Mikołaj z Szydłowca - 1564–1570: ks. kan. Krzysztof Zaborowski - 1570–1599: ks. kan.[Mikołaj Dembski - 1599–1631: ks. kan. Andrzej Kukrowicz (zm. 1631) - 1631–1638: ks. Mikołaj Zmarskowicz (zm. 1638), administrator parafii - 1638–1680: ks. kan. Hieronim Szeligowski (zm. 1680) - 1680–1692: ks. dr Jan Pięta, administrator parafii - 1692–1707: ks. kan. Jakub Kazimierz Oklejski (zm. 1707) - 1707–1721: ks. kan. dr Józef Bielski - 1721–1736: ks. kan. Jan Mein - 1736–1737: ks. kan. Bogusław Antoni Dunin Wąsowicz - 1737–1761: ks. prał. Kazimierz Owsiany Orłowski - 1761–1795: ks. kan. Zygmunt Brzozowski - 1795–1808: ks. kan. Józef Gawdzicki (zm. 1808) - 1808–1809: administrator parafii - 1809–1826: ks. kan. Stanisław Straszak (zm. 1833) | - 1826–1846: ks. kan. Franciszek Ksawery Rogoyski(zm. 1846) - 1846–1848: ks. Norbert Schultz, administrator parafii - 1848–1859: ks. kan. Józef Michał Juszyński (1793–1880) - 1859–1861: ks. prał. Wawrzyniec Szubartowicz, administrator parafii - 1861–1893: ks. prał. Aleksander Malanowicz (1816–1893) - 1893–1907: ks. kan. Tomasz Świątkowski (1817–1907) - 1907–1917: ks. kan. Paweł Posłuszyński - 1917–1922: ks. kan. Józef Matulewicz - 1922–1932: ks. kan. Józef Świechowski - 1932–1934: ks. kan. Hieronim Cieślakowski - 1934–1938: ks. kan. Stanisław Piekarski (duchowny)\|Stanisław Piekarski - 1938–1957: ks. kan. Jan Węglicki - 1957–1973: ks. kan. Stanisław Skurski (1898–1975) - 1973–1992: ks. kan. Józef Słaby (1917–1995) - 1992–2019: ks. kan. Adam Radzimirski (1946–2024) - 2019–2024: ks. kan. mgr Marek Kucharski (1968–2024) - od 2024 ks. Tadeusz Mazur (ur. 1972) |